# イグナツィ・パデレフスキ
イグナツィ・ヤン・パデレフスキ（ポーランド語: Ignacy Jan Paderewski, 1860年11月18日 - 1941年6月29日）は、ポーランドのピアニスト・作曲家・政治家・外交官。高名なピアニストである一方、ポーランドの首相を務めたことで知られる。

## 生涯
第1次世界大戦後に発足したポーランド第二共和国の第2代首相。氏名はフランス語式に簡略化して、Ignace Paderewskiと綴られることがある。日本ではパデレフスキーとも表記される。

### 幼少時
現在ウクライナ領となっているポドリア地方の寒村(クルィウフカ) に生まれる。父親はポーランド貴族（シュラフタ）で、自宅の屋敷で経済学者として働いていた。生母はパデレフスキを産んで数ヵ月後に逝去したため、パデレフスキは遠い親族によって育てられた。
パデレフスキは幼年期から音楽に興味を示し、初めは個人教師についてピアノを学んだ。1872年、12歳でワルシャワ音楽院に進学し、グスタフ・ログスキ（Gustaw Roguski）に和声学を、ユリウシュ・ヤノータ（Juliusz Janotha）とヤン・スリウィンスキ（Jan Śliwiński）にピアノを習う（ただし、この時期は「あなたはピアノに向いていない」と言われるなどピアノ教師に恵まれなかったと後年自伝で述べている）。1878年に卒業後、母校のピアノ科で教師になるよう依頼され、それを引き受ける。1880年にアントニナ・コルサクヴナ (Antonina Korsakówna) と結婚し、まもなく最初の子アルフレト (Alfred) が生まれた。
しかしながら翌年になると長男の障害が判明し（1901年に死去）、10月にアントニナ夫人も亡くなってしまう。パデレフスキは音楽に献身することを決心して、1881年にベルリンに留学して、フリードリヒ・キール (F. Kiel) とハインリヒ・ウルバン（Heinrich Urban) に作曲を師事。1884年にウィーンに移り、ウィーン音楽院でレシェティツキに入門する。1885年から1886年までシュトラウスブルク音楽院で教鞭を執った後、1887年にはウィーンでのデビューを果たした。いくつかの文献には「作曲とピアノ、どちらも大したことなかった」とあるが、これは全くの間違いである。

### 国際ピアニストとして

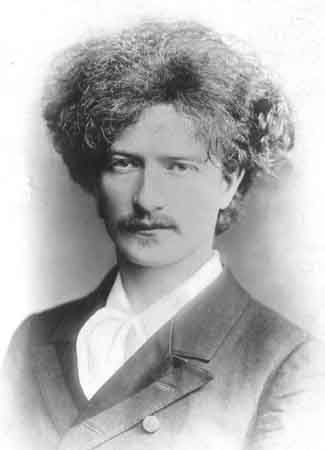
パデレフスキ（1894年）

やがて大変な人気を集めるようになり、その後の出演は（1889年パリ、1890年ロンドン）大成功となった。パデレフスキの輝かしい演奏は大熱狂を巻き起こし、ほとんど異様なほどの長さに渡って賞賛の的となった。パデレフスキの成功は、1891年にアメリカ合衆国においても繰り返された。パデレフスキの名は、たちまち高水準のピアノ演奏と同義となり、社交界が彼に跪いたのである。パデレフスキは、万全の技術を身につけるのに忍耐力が必要なことを、以下のように述べ、多くの人に記憶されてきた。「一日練習を怠ると自分には分かる。二日怠ると批評家に分かる。三日怠ると聴衆に分かってしまう。」（ “If I miss one day’s practice, I notice it. If I miss two days, the critics notice it. If I miss three days, the audience notices it.” ）ただし、ベルリンにはブゾーニとゴドフスキーがいたので、パデレフスキの評価はそこまでにはならなかった。
1899年にドゥ・ローゼン (de Rosen) 男爵未亡人ヘレナ・グルスカ (Helena Górska) と結婚し、1900年以降はめったに人前で演奏しなくなった。その代わりに作曲家として、それも主にピアノ曲の作曲家として有名になった。1901年にはオペラ《マンル Manru》がドレスデンで上演された。1908年には演奏時間が70分を超える大作交響曲ロ短調Op.24『ポーランド』を作曲。また、夫婦で社会事業や寄附活動も行なった例えば、貧しい農家の子女のために学校を開いたほか、1910年には、ドイツ騎士団に対するポーランドの戦勝500周年を記念して、古都クラクフの住民にモニュメントを贈った。また同年には、ショパン生誕100周年記念のモニュメントも建てている。1913年にパデレフスキはアメリカ合衆国に居を構え、サンフランシスコに2000エーカーのブドウ畑を所有し、ワイン製造業を興している。

### 政治家として

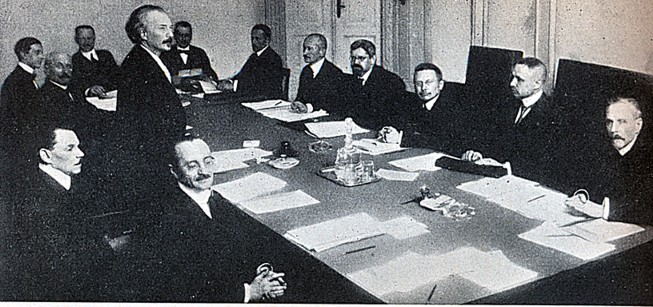
首相となったパデレフスキの下でのポーランド共和国政府の公式写真（1919年）

第1次世界大戦中にパデレフスキは、パリの「ポーランド民族委員会」の活動家となった。ポーランドは当時まだドイツ帝国やオーストリア・ハンガリー二重帝国の支配下にあり、この委員会は三国協商側から、連合国側ポーランドの代表と見なされていた。パデレフスキはこの組織のスポークスマンとなり、ロンドンにおける「ポーランド回復基金」など、その他の社会組織や政治組織をまもなく立ち上げた。1918年4月に、パデレフスキはニューヨーク市で、「アメリカ・ユダヤ人委員会」の指導者（ルイス・マーシャルなど）に会い、ユダヤ教徒を同権とすることと引き換えにポーランドの領土的回復の野心を支援してもらおうと交渉を持ち掛けたが、失敗したという。第1次世界大戦の末期、まだポズナニ市と大ポーランド全域の運命に決着がついていなかった時期にパデレフスキはポズナニを訪れ、1918年12月27日の演説において、ポズナニのポーランド人住民がドイツに対して武力蜂起を起こすように呼びかけた。
1919年に新生の独立ポーランドにおいて、パデレフスキはポーランド首相と外務大臣を兼務した（1919年1月 - 11月）。為政者としてパデレフスキは、ポーランドを代表してパリ講和会議に出席した。任期を終えると、国際連盟ポーランド大使を勤めた。 
1922年にパデレフスキは政界を引退し、演奏活動に復帰した。長い中断の後での最初の演奏会はカーネギー・ホールで催され、目ざましい成功を遂げた。やがてスイスのモルジュに転居した。1926年のユゼフ・ピウスツキによるクーデターの後、パデレフスキは体制翼賛法案に反対する活動家となった。1936年に反体制メンバーがスイスのパデレフスキの邸宅で署名を行った。この間、1929年にヘレナ夫人が心の病から社会事業を続けられなくなり、1934年に亡くなった。1937年には映画『月光の曲』に主演した。

### 晩年

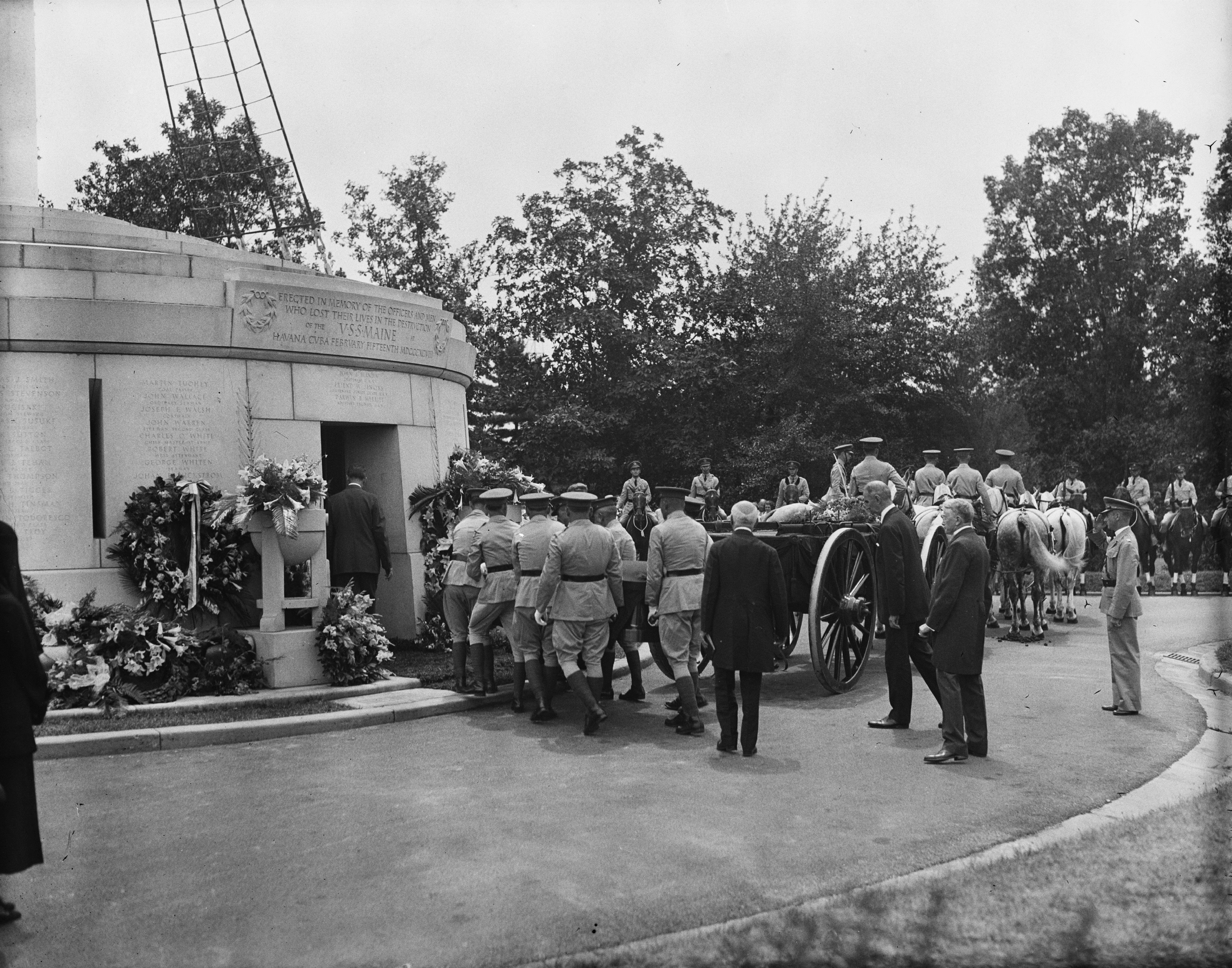
米国・アーリントン国立墓地に埋葬されるパデレフスキ（1941年7月5日）

「1939年ポーランド祖国防衛戦争（ポーランド9月作戦）」の後にパデレフスキは国政に復帰し、1940年には、ロンドンにおける「ポーランド国家評議会」、すなわちポーランド亡命政府の指導者になった。今や80歳の芸術家が、再びポーランド回復基金を発足させ、財源確保のために何度か演奏活動を行なったのである（最も有名なのはアメリカ合衆国での演奏会）。このような演奏旅行の最中に、パデレフスキは1941年6月29日の午後11時に、ニューヨーク市に客死した。亡骸はアーリントン国立墓地に葬られたが、1992年にその遺灰がワルシャワに持ち帰られ、レフ・ヴァウェンサ大統領とジョージ・H・W・ブッシュ米国大統領が列席する中、ワルシャワ聖ヨハネ聖堂の地下霊廟に埋葬された。
目下のところポーランドの大都市では、パデレフスキにちなんで通りの名前が付けられている。ニュージャージー州パースアンボイの通りも、パデレフスキを称えてつけられた。ちなみに、ポズナニ音楽アカデミーの名もパデレフスキにちなんでいる。

## 創作
ピアニストとしては一大巨頭であるパデレフスキも、作曲活動では全く振るわなかった。例外的に「パデレフスキのメヌエット」として知られる6つの演奏会用ユモレスクの第1曲「メヌエット」は演奏も平易であること、親しみやすい旋律からピアノ発表会などの曲目として人気がある。近年は、日本人によるピアノソナタの録音がなされるなど、メヌエット以外の曲も再評価が進んでいる。
その振るわなかった作曲活動も「後期ロマン派から近代の橋渡しとしては成功した」という見解もある一方、「盛期ロマン派から現代音楽の黎明期までを作曲家として活動するのは非常に困難だったから演奏家に転じた」という見解もある。同時代を生きて同類の失敗をした作曲家にツェムリンスキーがおり、似た評価を受けている。

### 全作曲作品
- Op.1 - Prelude e capriccio, Minuetto - 2 Piano Pieces (ca.1886)
- Op.2 - Gavotte, Melodie, in C major, Valse melancolique - 3 Morceaux for Piano (ca.1881)
- Op.3 - Stara suita for piano: Prelude in d, Intermezzo in B, Air in F, Fugue in d.
- Op.4 - Elegie for Piano (1883)
- Op.5 - 3 Danses polonaises for Piano (ca.1883), arrangement also for Piano 4-hands
- Op.6 - Introduction et Toccata for Piano (ca.1884)
- Op.7 - 4 Songs (after Adam Asnyk) for Voice and Piano (1885)
- Op.8 - Chants du Voyageur, 5 Pieces for Piano (ca.1883)
- Op.9 - 6 Danses polonaises for Piano (ca.1883)
- Op.10 - Album de Mai, 5 Scenes romantiques for Piano (ca.1884)
- Op.11 - Variations et Fugue sur un Theme original for Piano (ca.1883)
- Op.12 - Tatra Album, Tänze und Lieder des polnischen Volkes aus Zakopane for Piano (ca.1883), arrangement also for Piano 4-hands
- Op.13 - Violin Sonata in A minor (1882)
- Op.14 - 6つの演奏会用ユモレスク、6 Humoresques de Concert for Piano (ca.1887)
- Op.15 - Dans le Desert, Tableau musical in Forme d'une Toccata for Piano (ca.1888)
- Op.16 - Miscellanea, Series of 7 Piano Pieces (1886-96)
- Op.17 - Piano Concerto in A minor (1888)
- Op.18 - 6 Songs (after Adam Mickiewicz) for Voice and Piano (1893)
- Op.19 - Polish Fantasy on original Themes for Piano and Orchestra (1893)
- Op.20 - Manru, Lyrisches Drama in 3 Aufzügen (1892-1901), Libretto in German by Alfred Nossig
- Op.21 - Piano Sonata in E flat minor (ca.1903)
- Op.22 - 12 Melodies sur de Poesies de Catulle Mendes, 12 Songs for Voice and Piano (ca.1903)
- Op.23 - Variations et Fugue sur un Theme original in E flat minor for Piano (ca.1903)
- Op.24 - Symphony in B minor 'Polonia'(1903-09)

### 作品番号のないもの
- 2 Canons for Piano
- Canzone in G major, Chant sans Paroles for Piano (ca.1904)
- Et vitam venturi for Chorus, contrapuntal excercises
- Hej, Orle bialy (Hey, White Eagle), Hymn for male Chorus and Piano or Wind Orchestra, Words by composer (1917)
- Ich will den Herrn for Chorus, contrapuntal excercises
- Impromptu in F major for Piano (ca.1879)
- 2 Intermezzi in G minor and C major for Piano (ca.1885)
- Krakowiak (Fantasy) for Piano (1884)
- Kyrie Eleison for Chorus, contrapuntal excercises
- Mazurka in F major
- Mazurka in G major (1896)
- Miniatura in E flat major
- Moment musical (1892)
- Overture in E flat major for Orchestra, 1884
- Piece in F major for Violin and Piano (1878)
- Powódź (The Flood)
- Suite in E flat major for Piano (ca.1879)
- Suite in G major for String Orchestra (1884)
- Valse mignonne for Piano (ca.1876)

### 著作
- 『パデレフスキー自伝――愛国の音楽者』（1940年、第一書房、翻訳：原田光子）
- 『闘うピアニスト パデレフスキ自伝　上巻』（2016年6月17日、ハンナ、翻訳：湯浅玲子）ISBN 978-4907121587 ※上記の新訳版。
- 『闘うピアニスト パデレフスキ自伝　下巻』（2016年7月9日、ハンナ、翻訳：湯浅玲子）ISBN 978-4907121594
- パデレフスキ編 『ショパン全集』 全27巻　（ルドヴィク・ブロナルスキとユゼフ・トゥルチィンスキとの共編 / ポーランド音楽出版社） 「パデレフスキ版」または、「クラクフ版」と呼ばれる。現在はヘンレ、エキエル、ウィーン、ペータース新版の最新のリサーチが入手できる現在においても、学習者からプロ、アマチュアを問わず幅広く使われている。21世紀を迎えて新たな資料が発掘された今は「非和声音を常識的なものに変えすぎる」または「改竄に近い処理」と批判が多いが、それでもなおこの版で勉強するように指導するプロは、一定数存在する。初期のショパン国際ピアノコンクールでは、この版が推奨されていた。ショパンは決定稿を持たないピアニスト＝コンポーザーだったので、パデレフスキが意図して改竄したとは言えない。2021年現在は財団法人ジェスク音楽文化振興会が日本語版の販売を行っている[8]。

## 受勲

ウォーク・オブ・フェームにあるパデレフスキの星

- レジオン・ドヌールグランクロワ
- 大英帝国勲章ナイト・グランド・クロス
- 白鷲勲章（英語版）
- 軍功勲章（英語版）銀十字章
- ポーランド復興勲章大十字勲章
- 名誉博士号： リヴィウ大学（1912年）、クラクフ大学（1919年）、ポズナニ大学（1924年）、ほかにもアメリカ合衆国のいくつかの大学から。
- ハリウッドのグローマンズ・チャイニーズ・シアターにあるハリウッド・ウォーク・オブ・フェームには作曲家としてのパデレフスキの銘板がある。

## 日本の受容
瀧廉太郎は、パデレフスキの演奏をライブで聴いた初めての日本人らしい。1901年11月17日鈴木毅一宛書簡には「先日 当今欧州にて非常に有名なるピヤニストPaderewsky(パデレウスキー)を聴き申候 さすが上手なりされど驚く程の音楽者ならず Chopinをひく事一番上手なり Beethovenをひく事まづし大ピヤニストでハなく良きピヤニストなり」とあった。滝廉太郎の「Beethovenをひく事まづし」と記された感想から36年後、ベートーヴェンの月光ソナタを放送リサイタルで披露している。放送リサイタルでは、パデレフスキが自分で用意した即興演奏の後に、月光ソナタを続けて弾いている。
野村あらえびすは「演奏は巨人的な見事さであったが、作曲は華麗で外面的であまり良いものはない。」と評している。
中村紘子の著書『ピアニストという蛮族がいる』では、晩年のパデレフスキの演奏がダメになったという記述が見られる。1936年に白黒フィルムでパデレフスキの演奏が遺されているが、指の速度が確かに落ちていても風格のあるアゴーギクや美しいタッチは衰えはない。その演奏後は全ての聴衆がスタンディングで拍手を捧げており、彼の人気と名声の大きさが窺える。ただし、この映像は映画『Moonlight　Sonata』（邦題『月光の曲』、（1937年）のワンシーンとして撮影されたものなので、観客の反応などは演出されたものである可能性は高い。なお、宮城道雄は日本封切時にこの映画に接しており、随筆の中でパデレフスキの演奏を絶賛している。
一方、政治家としてのパデレフスキの評価は、丸山眞男が平凡社『政治学事典』の中で、「パデレフスキーのように、なんら政治的資質と関係のない声望…だけでリーダーシップの地位にのしあがることもおこりうる」として挙げているが、ただし、ここでの丸山はパデレフスキの一連の政治キャリアを知ってか知らずか完全に無視しており、まったく言及していない。パデレフスキはSP録音時の伝聞情報（よくあるものに「作曲とピアノどちらも大したことがなかった」「三つしかなかったピアノ・コンチェルトを一日10時間以上練習して2桁にした」「晩年の演奏はだめだった」「校訂も主観が多い」など）が多くの日本人に広まってしまい、パデレフスキ研究に基づいた正確な事実関係が、現代の日本にも広まっているとは言い難い。
パデレフスキのSP録音は日本でも当時から入手でき、プロアマ問わず高い人気を誇っていた。
2016年、日本パデレフスキ協会が設立された。